# Charles Tombeur de Tabora
Ne pas confondre avec le journaliste et essayiste belge Charles-Henri de Tombeur (1864-1887).
Le baron Charles Tombeur de Tabora, né le 4 mai 1867 à Liège et mort le 2 décembre 1947 à Saint-Gilles (Bruxelles), est un lieutenant-général belge. Il est connu comme le « vainqueur de Tabora », victoire qu'il avait remportée contre les troupes allemandes en Afrique orientale allemande pendant la Première Guerre mondiale.

## Biographie
Charles Henri Marie Ernest Tombeur, né le 4 mai 1867 à Liège, est le fils d'Henri Tombeur, marchand tapissier, et de Marie Rosalie Delcomminette.
À ses 16 ans, en 1883, il s'engage à l'École régimentaire du 9e régiment de Ligne. De 1888 à 1890, il étudie à l'École royale militaire et, devenu sous-lieutenant, est désigné pour le 11e régiment de Ligne. De 1895 à 1898, il fait de brillantes études à l'École de guerre et est admis dans le cadre d'état-major. Il devient ensuite professeur de géologie et de géographie à l'École de guerre.
Attiré par le Congo belge, il s'embarque sur le steamer Albertville en juin 1902, dès son accession au grade de capitaine d'état-major pour servir l'État indépendant du Congo. Il y est affecté au commandement du Ruzizi-Kivu. Son terme expiré, il rentre en Belgique comme commandant en 1905.
Au cours de son deuxième séjour au Congo en 1907 à 1909, il est commissaire de district puis promu commissaire général de l'Uele.
De retour en Belgique, il devient officier d'ordonnance du roi Albert Ier de Belgique de 1909 à 1912.
Mais, toujours attiré par l'Afrique, il devient inspecteur d’État et administrateur de la province du Katanga entre 1912 et 1914.
Au début de la Première Guerre mondiale, il est major et vice-gouverneur général du Katanga. En 1915, il est également nommé colonel et est chargé du commandement en chef des troupes dans l'est congolais. Au début 1916, il est promu général-major et est nommé commandant en chef de la Force publique en remplacement du colonel Marchant. Préalablement à l'offensive d'avril 1916, il entraîne soigneusement les troupes belges et congolaises, renouvelle l’armement et prépare les plans d'opérations en l'Afrique orientale allemande.
À la tête de deux brigades comptant 8500 hommes, il dirige la longue campagne de 1916 qui débute le 18 avril 1916. Le 19 septembre 1916, il réussit à s'emparer de la ville de Tabora, centre logistique et administratif de l'Afrique orientale allemande. Cette prise est capitale pour la suite de la campagne car elle coupe la ligne d'approvisionnement par chemin de fer reliant Dar es Salaam (sur l'océan Indien) à Ujiji (sur le lac Tanganyika). Le nord de la colonie allemande est, dès lors, perdu pour le général Paul von Lettow-Vorbeck, commandant les troupes allemandes en Afrique orientale allemande.
C'est au lendemain de cette victoire qu'il remet le commandement au lieutenant-colonel Armand Huyghé et est nommé jusqu'au 22 novembre 1916 commandant en chef des troupes d'occupation du futur Ruanda-Urundi.

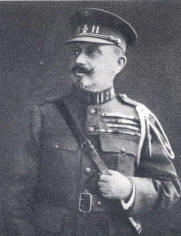
Le général Charles Tombeur de Tabora.

En 1917, il est promu vice-gouverneur du Congo belge puis reprend le poste d'administrateur général de la province du Katanga de 1918 à 1921.
Sa carrière coloniale se clôture en juin 1921 quand il est rappelé en Belgique. Il reprend du service dans l'armée métropolitaine d'abord comme gouverneur militaire de la province de Brabant. Après avoir pris, en octobre 1923, le commandement de la 16e division d'infanterie, il reçoit de nouveau, en septembre 1924, le commandement militaire de la province de Brabant et le commandement supérieur de la région de Bruxelles.
Dans l'entre-deux-guerres, il est président de l'Union coloniale belge et du Cercle royal africain de Bruxelles.
Décédé le 2 décembre 1947 à Saint-Gilles, il est le seul général belge ayant servi au Congo belge à recevoir des funérailles nationales.

## Honneurs et distinctions[7]
Charles Tombeur est anobli par le roi Albert Ier le 29 décembre 1926 et fait baron Tombeur de Tabora afin d'honorer la victoire de Tabora qu'il avait remportée contre les troupes allemandes en Afrique orientale allemande.
Il a reçu les distinctions honorifiques suivantes :
- Grand-croix de l'ordre de l'Étoile africaine en 1927 (Congo belge) ;
- Commandeur de l'ordre royal du Lion en 1922 (Congo belge) ;
- Étoile de Service en 1909  (Congo belge) ;
- Grand officier de l'ordre de la Couronne (Belgique)[8];
- Grand officier de l'ordre de Léopold (Belgique) ;
- Commandeur de l'ordre de Léopold II (Belgique) ;
- Croix de guerre  1914-1918 (Belgique) ;
- Grand-croix de l'ordre de Saint-Stanislas (Russie)[9];
- Grand-croix de l'ordre de Saint-Olaf (Norvège)[9];
- Grand-croix de l'ordre de la Couronne de chêne (Luxembourg) ;
- Commandeur de la Légion d'honneur (France) ;
- Croix de guerre 1914–1918 (France) ;
- Ordre de Saint-Michel et Saint-Georges : Knight Commander (Royaume-Uni) ;
- Commandeur de l'ordre des Saints-Maurice-et-Lazare (Italie).

## Mémoire

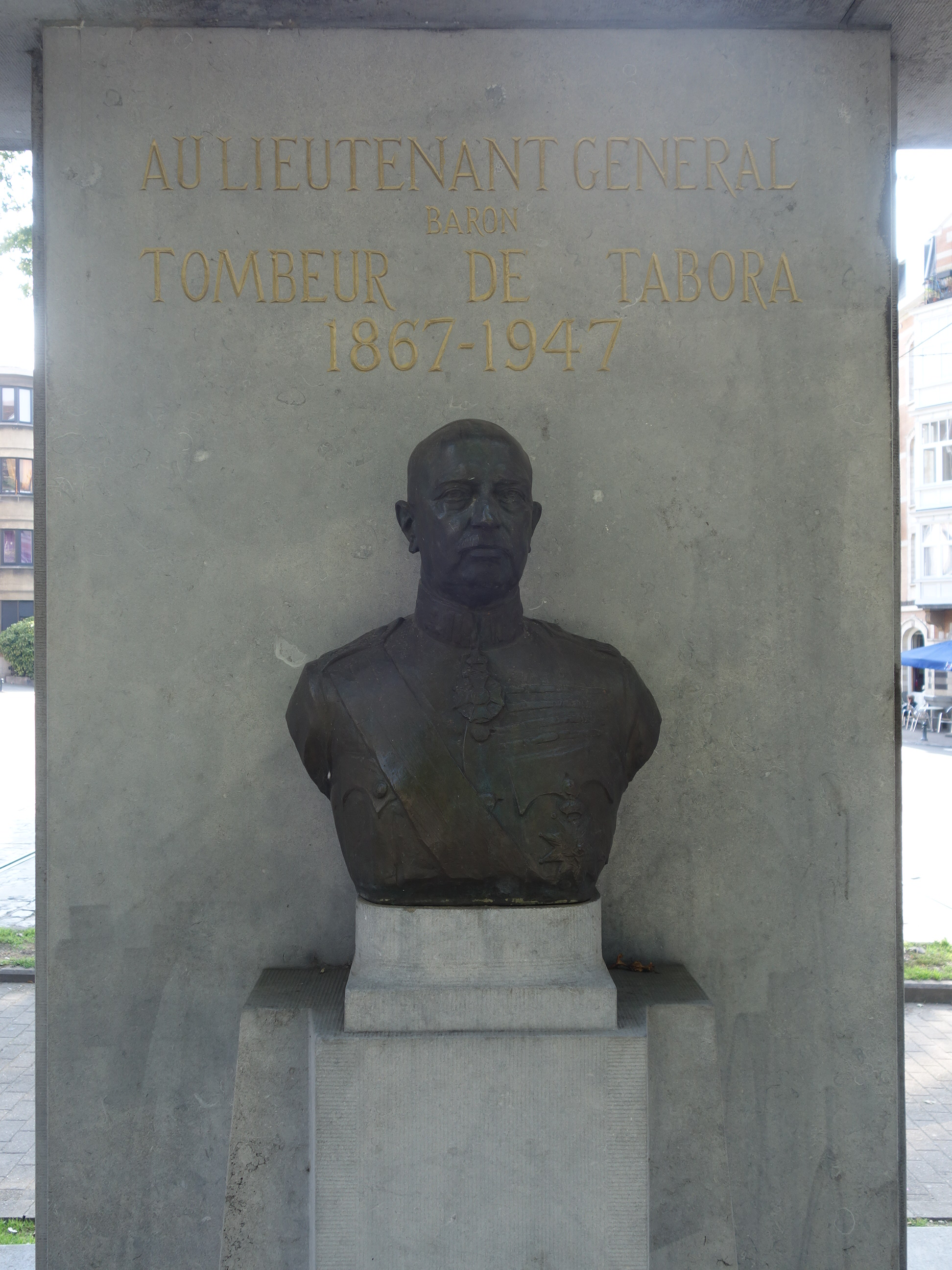
Monument au lieutenant-général Charles Tombeur de Tabora.

- À Saint-Gilles, un monument incorporant un buste en bronze dû à Jacques Marin est inauguré le 24 juin 1951 avenue du Parc[10]
- à Etterbeek, la rue Ma Campagne est rebaptisée rue Général Tombeur en 1937 ;
- à Bruxelles, la rue de Tabora ; à Namur, l'avenue de Tabora et à Ostende, la Taboralaan sont des hommages indirects ;
- à Kinshasa et à Lubumbashi, l'avenue Tabora sont des hommages indirects aux soldats congolais de la Force publique ayant participé à la prise de cette ville et à Bukavu, l'on trouve une avenue Général Tombeur.
- Sa sépulture se trouvait dans la crypte militaire du cimetière de Saint-Gilles à Uccle Calevoet. Sa dépouille mortelle a été  transférée de la crypte sur la pelouse d'honneur du cimetière de Saint-Gilles le 16 septembre 2016 pour le centenaire de la victoire de Tabora et pour qu'il repose parmi les anciens combattants de la guerre 1914-1918.

## Sources
- Archives du Musée royal de l’Afrique centrale. Inventaire des archives historiques : Papiers TOMBEUR de TABORA, Charles. 1892 - 1923, n° d'inventaire  RG 1115/53.52/56.78, 4 boîtes (lire en ligne) ;
- Lieutenant général F.P. Emile Janssens, Histoire de la Force publique, Ghesquière & Partners, Bruxelles, 1979 (OCLC 7730962).